# 광주시청자미디어센터
광주시청자미디어센터(光州視聽者미디어센터)는 시청자방송제작 지원과 미디어교육 등 시청자 권익향상을 위해 설립되어 대한민국 방송통신위원회 산하 한국방송통신전파진흥원에서 위탁운영하고 있는 기관이다. 2005년 방송위원회가 부산시청자미디어센터에 이어 2007년 두 번째로 설립하였다. 광주광역시 서구 회재로 905(금호동)에 위치하고 있다.

## 연혁
- 2003년 11월 12일 국회 문화관광위원회 광주시청자미디어센터 건립 의결
- 2006년 3월 16일 광주시청자미디어센터 기공식
- 2007년 2월 23일 운영위원회 구성
- 2007년 2월 25일 광주시청자미디어센터준공 - 지하1층,지상4층연면적(5,996m2)
- 2007년 5월 3일 초대 김종일 센터장 취임
- 2007년 6월 12일 광주시청자미디어센터 개관
- 2009년 1월 1일 한국전파진흥원에서 위탁운영 시행
- 2009년 3월 10일 발전협의회 발족
- 2009년 5월 14일 제2대 신선호 센터장 취임

## 조직

### 광주시청자미디어센터장
- 기획팀
- 시청자지원팀

## 같이 보기
- 부산시청자미디어센터